# Мис Лісберн (Аляска)
68°52′52″ пн. ш. 166°22′36″ зх. д. / 68.88111° пн. ш. 166.37667° зх. д.
Мис Лісберн (англ. Cape Lisburne) — мис, розташований в північно-західній частині півострова Лісберн на Чукотському узбережжі Аляски. Він знаходиться на відстані 40 миль (64 км) на північний схід від селища Пойнт-Хоуп. Це частина Чукотського Аляскинського морського національного заповідника.

## Назва
Першим європейцем, який побачив цей мис, був Джеймс Кук. Він назвав його 21 серпня 1778 року і описав так: «південний край, здається, утворює мис, який названий Мис Лісберн».
Попередня назва інуїтським діалектом інупіатів була «Uivaq», як правило, читається «Wevok» або «Wevuk». Мис Лісберн часто називають «Uivaq Ungasiktoq», що означає «дальній мис», на відміну від «Uivaq Qanitoq» (мис Томпсон), що означає «ближній мис».

## Історія та сучасність
Місцеві жителі Інупіака, які жили там, були вражені епідемією грипу (швидше за все, завезеного екіпажами американських та європейських китобійних суден), і багато хто з них помер разом з методистським місіонером. Вони були поховані поряд з гірськими скелями. Ті ж, що вижили, переселились на мис Надії, але кожного літа повертаються, щоб полювати на карибу та збирати пташині яйця зі скель.
Військово-повітряні сили США мають на мисі далекомірну радіолокаційну станцію та станцію зв'язку, які є частиною мережі радіолокаційних станцій «Лінії Дью» уздовж Північного схилу Аляски.